# Пасхина, Елена Васильевна
Елена Васильевна Пасхина (род. 12 января 1949 в посёлке Зырянка Якутии) — скульптор, заслуженный художник Российской Федерации. Академик РАХ (2019).

## Биография
Родилась 12 января 1949 года в посёлке Зырянка в Якутской АССР, в семье военного.
- 1964—1968 — Абрамцевское художественно-промышленное училище.
- 1970—1976 — Скульптурный факультет Ленинградского института живописи, скульптуры и архитектуры им. И. Е. Репина. Мастерская В. Б. Пинчука, ассистент А. А. Дивин. Её дипломной работой стала скульптурная композиция «К Питеру!» (1976). «Солдатский ходок».
- 1976—1978 — Аспирантура — ассисентура того же института.

В 1978 году окончила аспирантуру и защитилась работой «Первопроходец. БАМ». Ведущие преподаватели: М. С. Аникушин, В. Б. Пинчук. А. А. Дивин.
После окончания Академии по направлению Министерства культуры приехала в Ярославль, где живет и работает по сегодняшний день.
В 1980 году принята в Союз художников России.
В 1980, 1981 и 1986 годах работала в творческих группах Союза художников России на даче им. Д. Н. Кардовского (г. Переславль-Залесский).
- 1991—1995 — преподавание в Ярославском художественном училище и театральном ин-те.
- 1997 и 2005 — лауреат Ярославской областной премии им. А. М. Опекушина.
- 2000 — награждена золотой медалью Союза художников России «Духовность. Традиции. Мастерство»..
- 2002 — реставрация скульптурной группы и рельефов Волковского театра.
- 2004 — присвоено звание Заслуженный художник Российской Федерации.
- 2012 — член-корреспондент Российской Академии художеств.
- 2019 — действительный член Российской Академии художеств.
- 2019 — Медаль «Достойному» Российской академии художеств; Знак отличия «За заслуги перед городом Ярославлем»; Золотая медаль «Достойному» Российской академии художеств за скульптурные произведения «Памятник поэту Н. А. Некрасову» и «Памятник авиационным техникам»; Золотая медаль Союза художников России «Духовность. Традиции. Мастерство».

## Творчество
Творчество Елены Пасхиной, одного из ведущих скульпторов России, многообразно в своих аспектах. Работает в монументальной, станковой и скульптуре малых форм. Ее любимый материал бронза и камень, а также керамика и дерево. Особое отношение к портретному жанру и натуре. Е. В. Пасхиной создана серия портретов современников.
История России проходит одной из главных тем ее творчества. Первые работы на эту тему — рельефы к стеле, посвященной битве русских с монголо-татарами на р. Сить в 1238 году (Ярославская область). К образу Ярослава Мудрого, князя Василько Ростовского, Марии Черниговской, Екатерине Второй, Петру Первому автор не раз возвращается в своем творчестве. Восемь портретов полководцев, связанных с ярославской землей отлиты в бронзе и установлены на аллее Боевой Славы в Ярославле.
К ранним работам можно отнести и оформление Ярославского ТЮЗа, — это две монументально—декоративные композиции над входами в здание. Ярославль украшает памятник Л. В. Собинову, постовому Романовской заставы, лиричная «Мечта» у дома Российско — Английской дружбы. В Рыбинске установлен памятник адмиралу Фёдору Ушакову и Н. А. Герасимову. К 1000-летию Ярославля скульптором создан Закладной крест к восстанавливающемуся Кафедральному Собору.
Среди работ Пасхиной можно отметить Памятник жертвам радиационных аварий и катастроф (1993) и «Стрижи» — символ памяти трагически погибшей команде «Локомотив».
Елена Пасхина — участник многочисленных областных, зональных, республиканских, всесоюзных, зарубежных выставок, международных симпозиумов: по камню, льду, дереву. Провела семь персональных выставок, где рядом с академической пластикой соседствует модерн, абстракция, авангард. Её произведения находятся в музейных собраниях Москвы, Ярославля, Санкт-Петербурга, Рыбинска, Переславля-Залесского, Люксембурга, а также в частных коллекциях российских и зарубежных ценителей творчества Германии, Индии и США.

## Основные монументальные работы
- 1980 — Стела, посвященная битве русских с монголо-татарами на р. Сить в 1238 году. Ярославская область.
- 1980 — Театр Юного зрителя — «Буффонада», «Кукольник» — экстерьер.
- 1993 — «Волк» (220х160х70) Известняк г. Забабург, ФРГ.
- 1993 — Памятник жертвам радиационных аварий и катастроф. Бронза. Ярославль.
- 1996 — Памятник адмиралу Фёдору Ушакову. Бронза. Рыбинск. Ярославская обл.
- 1999 — «Двое» (200х160х:60), известняк. Чехия, Кадань.
- 2005 — Аллея полководцев. Бронза, гранит.
- 2005 — Закладной крест Успенского кафедрального собора. 1160х160х50. Ярославль.
- 2007 — Памятник певцу Леониду Собинову. Бронза. Ярославль.
- 2008 — Романовская застава. Бронза, металл, камень. Ярославль.
- 2012 — «Стрижи» — памятный знак погибшим хоккеистам «Локомотива». Бронза, камень. Ярославль.
- 2012 — «Георгий Победоносец» — рельеф (900х300). Известняк, Хорватия. Остров Брач.
- 2014 — «Книдский лев» (200х70х65). Мрамор. Турция, Датча.
- 2014 — «Королева Даниловская» (150х130х80). Известняк. г Данилов. Ярославская обл.
- 2015 — «Бегущие от грозы» (250х110х100). Известняк. Вятское. Ярославская обл.
- 2018 — Памятник авиатехникам «Макарыч». Бронза. Аэродром «Левцово», Ярославская область. 2018 — Памятник Н. А. Некрасову. Бронза. Историко-культурный комплекс «Вятское», Ярославская область.

## Выставки
С 11 по 22 сентября 2024 года в выставочных залах Российской академии художеств проходит выставка скульптуры Елены Пасхиной.